# Literaturmuseum der Moderne
Het Literaturmuseum der Moderne (LiMo) is een museum voor moderne Duitstalige literatuur gevestigd in het Duitse Marbach en geopend in 2006, dat samen met het Schiller-Nationalmuseum (1903) onderdeel is van het Deutsches Literaturarchiv Marbach (1955).
Het gebouw werd ontworpen door de Britse architect David Chipperfield en won in 2007 de Stirling Prize van het Royal Institute of British Architects. Het ligt op een rotsplateau in een parkachtige omgeving bekend als de Schillerhöhe, vrij dicht bij het centrum van Schillers geboortestad.

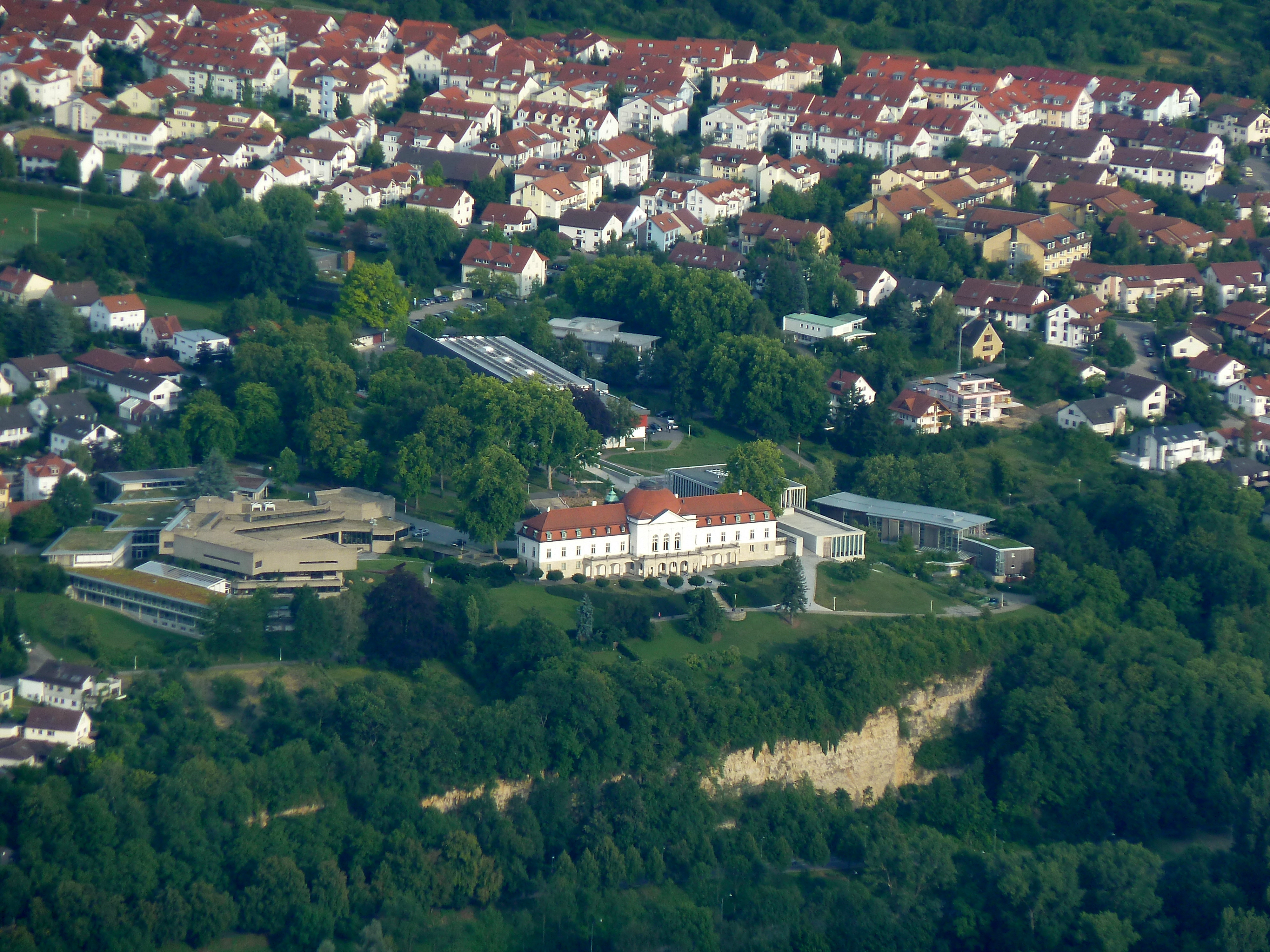
De Schillerhöhe met v.l.n.r. het Deutsches Literaturarchiv Marbach, het witte Schiller-Nationalmuseum en dicht ertegenaan het Literaturmuseum der Moderne

Het LiMO herbergt 20e-eeuwse literatuur. Belangrijke originele manuscripten die in het museum bewaard worden, zijn die van Het proces van Franz Kafka, De steppewolf van Hermann Hesse en Berlin Alexanderplatz van Alfred Döblin. Tot de curiosa van het museum behoren de dodenmaskers van onder anderen Hermann Hesse en Friedrich Nietzsche.